# Agiá (kommunhuvudort)
Agiá är en kommunhuvudort i Grekland.   Den ligger i prefekturen Nomós Larísis och regionen Thessalien, i den centrala delen av landet, 210 km norr om huvudstaden Aten. Agiá ligger 260 meter över havet och antalet invånare är 2 827.
Terrängen runt Agiá är varierad. Runt Agiá är det glesbefolkat, med 13 invånare per kvadratkilometer. Agiá är det största samhället i trakten. I omgivningarna runt Agiá växer i huvudsak blandskog.